# León XIII (Soacha)

León XIII es un barrio de Soacha (Cundinamarca) ubicado en la comuna 3 de la Despensa.

## Geografía
Situado en un terreno plano entre la Autopista Sur, la Carrera Séptima y la Avenida Las Torres, su ubicación entre el centro de Soacha y Bogotá hace de este barrio uno de los más estratégicos del municipio. Tiene tres sectores.

### Barrios vecinos
| Noroeste: Los Olivos (Transversal 12)                            | Norte: Juan Pablo I (Carrera 11 - Calle 47A) | Nordeste: Juan Pablo I (Avenida Las Torres)   |
| Oeste: Ocales y Pablo VI (Transversal 12A - Diagonal 40)         |                                              | Este: La Despensa (Calle 53)                  |
| Suroeste: Jardín de Rosales (Quebrada Tibanica - Transversal 15) | Sur: Terreros y Quintanares (Avenida NQS)    | Sureste: Zona Industrial Cazucá (Avenida NQS) |

## Historia
Fundado por el sacerdote Estanislao Carvajal Arbeláez a principios de 1950, es el más antiguo de la Comuna 3. Recibe su nombre en honor al papa de la Iglesia católica León XIII. El barrio tuvo su expansión más reciente en 1991 dando lugar al sector Tres al suroeste.

## Educación
El barrio posee varios centros educativos públicos y privados: León Magno, Nuestra Señora de las Misericordias, Benedicto XVI, León XIII (sede pública principal), Miguel de Cervantes Saavedra y Gustavo Campos Guevara.

## Actividades socioeconómicas
El barrio es netamente residencial y comercial con una actividad en esta última sobre la Carrera Séptima y la Calle 42. Posee además sus propias Juntas de Acción Comunal en sus tres sectores.

## Sitios de interés
- Catedral Jesucristo Nuestra Paz (sede de la diócesis de Soacha)
- Coliseo León XIII[3]

- Parroquia Federico Ozanam
- Alameda El Porvenir

## Movilidad y transporte
El barrio tiene una red vial que lo conecta con el resto del municipio y con Bogotá en varias avenidas como Terreros, NQS, Carrera Séptima, Las Torres y Calle 53.
A nivel de transporte urbano varias rutas urbanas con el municipio y con el Corredor Bogotá-Soacha, así como con el sistema TransMilenio con la estación León XIII, inaugurado en diciembre de 2012.